# Vidua regia
Vidua regia là một loài chim trong họ Viduidae.